# 1948年の相撲
1948年の相撲（1948ねんのすもう）は、1948年の相撲関係のできごとについて述べる。

## 大相撲

### できごと
- 3月、関西準本場所、晴天11日間。横綱羽黒山全勝優勝。
- 5月、夏場所、明治神宮外苑で晴天11日間。番付の生国別を府県別にする。名寄岩が関脇に陥落。紅陵大学(現拓殖大学)の吉井山が幕下付出。衆議院の議員有志で大相撲議員連盟を結成。衆議院本会議で大相撲本場所の両国国技館（メモリアル・ホール）借用の請願を可決。
- 6月、京都準本場所、晴天11日間。大関東富士全勝優勝。
- 7月、協会仮事務所、墨田区千歳町に移転。
- 10月、秋場所、大阪・福島の仮設国技館で戦後初の大阪本場所11日興業。場所後の番付編成会議で東富士の横綱昇進が決定、増位山は大関昇進決定。

### 本場所
- 五月場所（明治神宮外苑、13～28日）
幕内最高優勝 : 東冨士謹一（10勝1敗,1回目）
  - 殊勲賞-力道山、敢闘賞-大蛇潟、技能賞-若瀬川

十両優勝 : 國登國生（9勝2敗）
- 十月場所（福島仮設国技館、15～25日）
幕内最高優勝 : 増位山大志郎（10勝1敗,1回目）
  - 殊勲賞-増位山、敢闘賞-千代の山、技能賞-神風

十両優勝 : 清惠波清隆（9勝2敗）

## 誕生
- 1月4日 - 大潮憲司（最高位：小結、所属：時津風部屋、+ 2024年【令和6年】）[1][2]
- 1月11日 - 輪島大士（第54代横綱、所属：花籠部屋、+ 2018年【平成30年】）[3]
- 1月20日 - 凌駕精考（最高位：前頭13枚目、所属：立浪部屋）[4]
- 1月27日 - 巖虎寛一（最高位：前頭7枚目、所属：春日野部屋）[5]
- 2月4日 - 三重ノ海剛司（第57代横綱、所属：出羽海部屋、第10代日本相撲協会理事長）[6]
- 2月9日 - 富士櫻栄守（最高位：関脇、所属：高砂部屋）[1]
- 2月16日 - 魁傑將晃（最高位：大関、所属：花籠部屋、第11代日本相撲協会理事長、+ 2014年【平成26年】）[3]
- 2月28日 - 力駒雄偉（最高位：十両11枚目、所属：宮城野部屋、+ 2023年【令和5年】）
- 3月31日 - 國見山兼初（最高位：十両13枚目、所属：伊勢ヶ濱部屋）
- 4月26日 - 白法山旺三（最高位：十両7枚目、所属：春日山部屋）
- 5月4日 - 若獅子茂憲（最高位：小結、所属：二子山部屋）[5]
- 5月16日 - 36代木村庄之助（元・立行司、所属：君ヶ濱部屋→井筒部屋、+ 2022年【令和4年】）[7]
- 6月3日 - 朝登俊光（最高位：前頭2枚目、所属：朝日山部屋）[8]
- 7月2日 - 北瀬海弘光（最高位：関脇、所属：出羽海部屋→九重部屋）[9]
- 9月26日 - 浪速龍功（最高位：十両10枚目、所属：片男波部屋）
- 10月21日 - 磐石博文（最高位：十両8枚目、所属：朝日山部屋、+ 2001年【平成13年】）
- 11月12日 - 黒姫山秀男（最高位：関脇、所属：立浪部屋、+ 2019年【平成31年】）[10]
- 11月14日 - 青葉城幸雄（最高位：関脇、所属：二所ノ関部屋→押尾川部屋）[11]
- 11月16日 - 増位山太志郎（最高位：大関、所属：三保ヶ関部屋、+ 2025年【令和7年】）[12][13]
- 11月18日 - 金剛正裕（最高位：関脇、所属：二所ノ関部屋、+ 2014年【平成26年】）[14]

## 死去
- 1月30日 - 小野錦仁之助（最高位：前頭11枚目、所属：小野川部屋→陣幕部屋→小野川部屋→陣幕部屋、* 1909年【明治42年】）[15]
- 2月17日 - 龍王山光（最高位：前頭2枚目、所属：出羽海部屋、* 1910年【明治43年】）[16]
- 4月5日 - 寒玉子爲治郎（最高位：前頭9枚目、所属：友綱部屋、* 1888年【明治21年】）[17]
- 4月30日 - 大ノ高純市（最高位：前頭10枚目、所属：高砂部屋→振分部屋、* 1891年【明治24年】）[18]
- 11月20日 - 筑波嶺清平（最高位：前頭2枚目、所属：錦島部屋、* 1909年【明治42年】）[19]
- 12月3日 - 16代式守伊之助（元・立行司、所属：伊勢ノ海部屋→出羽海部屋、年寄：立田川、* 1892年【明治25年】）[20]